# Seznam hrvaških arhitektov
Seznam hrvaških arhitektov.

## A
- Zdravka Ajduković
- Vladoje Aksmanović (Viktor Axmann)
- Ivan Albertal
- Alfred Albini
- Andrija Aleši (Alessi)
- Emilio Ambrosini
- Vicko Andrić
- Mladen Anđel
- Ivan Antolić
- Vlado Antolić
- Niko Armanda
- Bela Auer
- Hildegard Auf-Franić

## B
- Dubravko Bačić
- Franjo Bahovec
- Aleksandar Bakal
- Ana Martina Bakić
- Helen Baldasar
- Bojan Baletić?
- Antun Barač
- Aladár (Vladimir) Baranyai (& Slavko Benedik)
- Ivo Bartolić
- Filiberto Basarig (slov. rodu)
- Eduard Bassanese
- Vjekoslav Bastl
- Aleksandar Bašić
- Nikola Bašić
- Bruno Bauer (arhitekt)
- Hinko Bauer
- Miroslav Begović
- Saša Begović
- Bernardo Bernardi
- Theodore C. Bernardi (hrv.-ameriški)
- Miljenko Bernfest
- Juraj Bertol
- Hrvoje Bilandžić
- Ante Nikša Bilić
- Harold Bilinić
- Mateo Biluš
- Hinko Bolanca
- Hermann Bollé
- Dragan Boltar
- Vuko Bombardelli
- Branko Bon
- Đura Borošić (hrv.-srbski)
- Zoran Boševski
- Drago Bradić
- Duška Bradić
- Alan Braun
- Aleksandar Brdarić
- Zdravko Bregovac (-ec?)
- Josip Budak
- Boško Budisavljević
- David Bunetta
- Branko Bunić
- Frane Buškariol
- Davor Bušnja
- Marijana Butković Golub
- Andrija Buvina

## C
- Milan Carević
- Miroslav Catinelli
- Venceslav Celligoi (Celigoj)
- Emil Ciciliani
- Neda Cilinger
- Josip Costaperaria
- Frane Cota
- Ivan Crnković
- Alma Cvitan Matticchio
- Teodor Cvitanović
- Sanja Cvjetko Jerković
- Danilo Cvjetković ?

## Č
- Miho Čakelja (dubrovniško-makedonski)
- Milan Čanković
- Melita Čavlović
- Andrija Čičin-Šain
- Ivan Čižmek
- Petra Črne
- Prosper Čulić

## Ć
- Gianmarco Ćurčić Baldini
- Tomislav Ćurković

## D
- Marko Dabrović
- Slavko Dakić
- Krešimir Damjanović
- Radovan Delalle
- Slavko Delfin
- Vojtjeh Delfin
- Alenka Delić
- Julije De Luca
- Goran Denk
- Juraj Denzler
- Anton Deseppi
- Julio/Julije Deutsch
- Pavao Deutsch
- Vojislav Dević
- Berislav Deželić
- Nikola Dobrović
- Borislav Doklestić
- Aleksandar Dragomanović
- Leora Dražul
- Duško Dropulić
- Milorad Družeić
- Zoja Dumenagić
- Selimir Dumengjić?
- Boris Duplančić
- Vedran Duplančić

## E
- Adolf Ehrlich
- Hugo Ehrlich
- Igor Emili
- Ivana Ergić

## F
- Nenad Fabijanić
- Ivan Fabris ?
- Stanko Fabris
- Bartol Felbinger (1785-1871)
- Sanja Filep
- Ivan Filipčić
- Ines Filipović (r. Medanić)
- Krsto Filipović
- Nikola Filipović
- Boris Fiolić (&Filip Fiolić)
- Ignjat Fischer Ignjat Nathan Fischer
- Ferdinand Florschütz
- Igor Franić
- Tin Sven Franić
- Aleksandar Freudenreich
- Mladen Fučić
- Zlatko Furjanić

## G
- Franjo Gabrić
- Tomislav Gabrić
- Ljudevit Gaj (arhitekt)
- Drago Galić
- Ivan Galić
- Damir Gamulin
- Kuzma Gamulin
- Sanja Gašparović
- Vjekoslav Gašparović
- Miroslav Geng
- Ivo Geršić
- Juraj Glasnović
- Mate Glavan
- (Jerko Gluščević)
- Siniša Glušica
- Oton Goldscheider
- Grujo Golijanin
- Julije Golik (arhitekt)
- Željko Golubić
- Stjepan Gomboš
- Frano Gotovac (tudi risar stripov)
- Janko Josip Grahor
- Milan Grakalić
- Ksenija Grisogono
- Ivica Grbac?
- Frane Grgurević
- Oleg Grgurević
- Vladimir Grospić
- Tanja Grozdanić Begović
- Vladimir Grubešić

## H
- Marijan Haberle
- Radovan Halper (hrvaško-švedski)
- Mirko Hamel
- Alois Hauser
- Viktor Duško Hećimović
- Vjekoslav Heinzel
- Hermann Gottlieb Helmer
- Josip Hitil
- Janko Holjac
- Aleksandar Homadovski
- Lavoslav (Leo) Hönigsberg
- Jesenko Horvat
- Lavoslav Horvat
- Miljenko Horvat
- Radovan Horvat
- Zorislav Horvat
- Jurana Hraste
- (Nikola Hribar)
- Stjepan Hribar
- Branko Hrs
- Marijan Hržić

## I
- Drago Ibler
- Vanja Ilić
- Berislav Iskra
- Emil Ivančić ?
- Ratko Ivančić
- Krešimir Ivaniš
- Krunoslav Ivanišin
- Tomislav Ivanišin
- Vladimir Ivanović
- Ćiril Metod Iveković

## J
- Igor Jakac
- Snježana Jakopčić
- Nataša Jakšić (zgodovina arhit.)
- Dražen Janković
- Slavko Jelinek
- Josip Jelovac
- Mladen Jošić
- Roland Jovanović-Barolda
- Rajka Đurđica Jovanović-Rajski
- Slobodan Jovičić
- Tihomir Jukić
- Juraj Dalmatinac
- Ivan Juras
- Minka Jurković
- Sonja Jurković
- Siniša Justić

## K
- Lulzim Kabashi
- Lav(oslav) Kalda (češ./šlezij./jud. rodu)
- Fabjan Kaliterna
- Berislav Kalogjera (urbanist)
- Sergije Kamber
- Alfred Kappner
- Zlatko Karač
- Krešimir Kasanić
- Vladimir Kasun
- Boris Katunarić
- Blaž Katušić Misita
- Davor Katušić
- Mladen Kauzlarić
- Veljko Kauzlarić
- Đuka (Juraj) Kavurić
- Zvonimir Kavurić
- Alfred Keller
- Rudolf Kern
- Neno Kezić
- Branko Kincl
- Dragutin Kiš (krajinski)
- Đorđe Kiverov
- Smiljan Klaić (krajinski)
- Stanko Kliska
- Grozdan Knežević
- Josip Kodl
- Zdenko Kolacio (urbanist)
- Miroslav Kollenz
- Perikle Koludrović
- (Ivan-Ivo Kordiš)
- Jovan Korka
- Ante Josip Kostelac
- Alan Kostrenčić
- Tito Kosty
- Milovan Kovačević
- Neven Kovačević
- Dinko Kovačić
- Viktor Kovačić (-č) (slov. rodu)
- Tomislav Kožarić
- Mihajlo Kranjc
- Aleksandra Krebel
- Đorđe Krekić
- Fedor Kritovac
- Attilio Krizmanić (konservator)
- Fran Krsto
- Boris Krstulović
- Zvonimir Krznarić
- Ninoslav Kučan
- Dominik Kunkera
- Bogoljub Kurpjel (hrv.-bos.)
- Ivo Kurtović (hrv.-srb.)
- Milan Kušan (bos.-hrv.)
- Petar Kušan
- Eduard Kušen
- Ante Kuzmanić

## L
- Luciano Laurana (1420-1479) (it. arh. iz hrv. Dalmacije)
- Eligio Legović
- (Milan Lenuci : urbanist)
- Matija Leonhart
- Iva Letilović
- Svetislav Ličina
- Zdravko Likić (bos.)
- Nenad Lipovac
- Rene Lisac
- Damir Ljutić
- Robert J. Loher
- Vjenceslav Lončarić
- Vladimir Lonzarić
- Ante Lorencin
- Slavko Löwy (1904-1996)
- Ante Lozica
- Rudolf Lubinsky (Loewy)
- Zlatibor Lukšić
- Ljerka Lulić
- Luigi Luppis
- Franjo Lušičić
- Miomir Lužajić ?

## M
- Boris Magaš
- Olga Magaš
- Eva Majnarić
- Davor Mance
- Danijel Marasović (=?Jerko Marasović)
- Jerko Marasović (konservator)
- Miro Marasović
- Rikard Marasović
- Tomislav Marasović
- Ivo Marčelja
- Dušan Marčeta
- Iva Marčetić
- Mirko Maretić (urbanist)
- Mirko Marić
- Antun Marinović (urbanist)
- Ante Marinović-Uzelac (urbanist)
- Josip Marković (1874-1969)
- Zvonimir Marohnić
- Davor Mateković
- Vesna Matijević
- Tihomil Matković
- Davor Matticchio
- Juraj Matijević & V. Matijević
- Marina Matulović Dropulić
- Branimir Medić
- (Rupert Melkus - nadinžinir Zagreba)
- Arpad Franjo Mesaroš
- Ivan Meštrović
- Rade Mikačić
- Marin Mikelić
- Vesna Mikić
- Dinko Milas
- Bruno Milić
- Vlado Milunić (hrv.-češki)
- Vesna Milutin
- Đuro Mirković
- Radovan Miščević (urbanist)
- Petar Mišković
- Ivan Mlinar
- Milan Mitevski
- Leo Modrčin
- Andre Mohorovičić
- Boris Morsan
- Sergej Ivan Morsan
- Maroje Mrduljaš
- Aneta Mudronja Pletenac
- Iva Muraj
- Andrija Mutnjaković

## N
- Juraj Neidhardt
- Velimir Neidhardt
- Zlatko Neumann
- Radovan Nikšić
- Hrvoje Njirić &Helena Paver Njirić
- Jasna Nosso
- Ivo Novak
- Silvije Novak

## O
- Mladen Obad Šćitaroci
- Veljko Oluić
- Kazimir Ostrogović
- Dina Ožić-Bašić

## P
- Antoaneta Pasinović
- Lucija Pataran
- Nenad Paulić
- Vedran Pedišić
- Srečko Pegan
- Lea Pelivan
- Vinko Penezić
- Ivo Penić (Belgija)
- I. Perić?
- Vedrana Perić
- Dragica Perak
- Carlo Pergoli (Reka)
- Damir Perinić (hrv.-franc.)
- Lovro Perković
- Mario Perossa (hrv.-slov. it.rodu)
- Enea Perugini (Italijan)
- Budimir Pervan
- Milivoj Peterčić
- Josip Petrak
- Branko Petričić (srbski - po rodu hrv. Srb)
- Tomislav Petrinjak
- Branko Petrović
- Lea Petrović Krajnik
- Vladimir Petrović
- Josip Pičman
- Martin Pilar (češ. rodu)
- Stanko Piplović
- Ivan Piteša
- Stjepan Planić (1900-1980)
- Toma Pleić
- Robert Plejić
- Lenko Pleština
- Stjepan Podhorsky(-i)
- Nikola Popić
- Dražen Posavec
- Igor Potkonjak
- Vladimir Potočnjak
- Zvonimir Požgaj
- Tomislav Premerl
- Valentino Presani (it.-hrv.)
- Zorana Protić
- Lovorka Prpić
- Ivan Prtenjak (Belgija)
- Pero Puljiz

## R
- Ivo Radić
- Jure Radić
- Zvonimir Radić
- Bojan Radonić
- Branimir Rajčić
- Duško Rakić
- Goran Rako
- Saša Randić
- Branko Raos
- Božidar Rašica
- Damir Ratko
- Valerija Raukar (Rajka Vali)
- Nenad Ravnić
- Oto Reisinger
- Vjenceslav Richter
- Vanja Rister
- Nino Rocco
- Krešimir Rogina
- Đorđe Romić
- Milica Rosenberg
- Riko Rosman
- Jerko Rošin
- Slaven Rožić
- Mia Roth-Čerina
- Ante Rožić
- Antonio Rubbi
- J. Rukavina
- Igor Rukavina
- Tomislav Rukavina
- Andrija Rusan

## S
- Josip Sabolić
- Matija Salaj
- Edo Schön
- Josip Seissel
- Silvana Seissel
- Sena Sekulić-Gvozdanović
- Anamarija Semenčić
- Petar Senjanović
- Emil Seršić
- Antun Sevšek
- Zdenko Sila (urbanist)
- Branko Silađin
- Bernarda & Davor Silov
- Igor Skopin
- Zorana Sokol Gojnik
- Robert Somek
- Egon Steinman
- Zdenko Strižić
- Dionis Sunko
- Karlo Susan

## Š
- Hrvoje Šarinić
- Antun Šatara
- Berislav Šerbetić
- Karin Šerman
- Neven Šegvić
- Edo Šen
- Berislav Šerbetić
- Robert Šimetin
- Nikola Škarić
- Edo Šmidihen
- Krunoslav Šmit
- Milan Šosterić
- David-Rene Šparemblek
- Feliks Šperc
- Emil Špirić
- (Vlatko Štampar)
- Vladimir Šterk
- Božidar Štern
- Zoran Šuša

## T
- Mira Tadej Crnković
- Sonja Tadej Vončina
- Radovan Tajder
- Ivo Tatić
- Maja Tedeschi
- Bogdan Teodorović
- Branko Tučkorić
- Darko Turato
- Idis Turato
- Vladimir Turina (arhitekt)
- Božidar Tušek
- Darovan Tušek

## U
- Andrej Uchytil
- Ante Uglešić (1946)?
- Josip Uhlik (1921-2021)
- Antun (Tunč) Ulrich

## V
- Josip Vancaš
- Erick Velasco Farrera
- Janko Velnić
- Zoran Veršić
- Hrvoje Vidović
- Berislav Vinković
- Nino Virag
- Ivo Vitić (Ivan Vitić) & Nada Vitić
- Marko Vitković
- Dragomir Maji Vlahović
- Morana Vlahović
- Mladen Vodička
- Lucijan Vranjanin
- Vid Vrbanić
- Viktor Vrečko
- Tomislav Vreš
- Zvonimir Vrkljan
- Đurđa Vujnović
- Hrvoje Vukić
- Ante Vulin
- Dina Vulin Ileković

## W
- Renata Waldgoni
- Ernest Weissmann
- J. Weissmann?
- Fedor Wenzler (urbanist)

## Z
- Juraj Zaninović
- Vladimir Zarahović
- Tanja Zdvořak
- Ivan Zemljak
- Zoran Zidarić
- Ratimir Zimmermann (urbanist)
- (Janko Zlodre)
- Ivan Zloušić
- Boris Zuliani

## Ž
- Aljoša Žanko?
- Tonči Žarnić
- Branimir Žnidarec
- Ivo Žuljević